# Chiesa di San Paolo di Ravone
La Chiesa di San Paolo di Ravone è una chiesa cattolica di Bologna.
Deve il suo nome al torrente Ravone, che scorre a poche decine di metri dalla chiesa, oggi coperto. L'appellativo la distingue da altre chiese di Bologna dedicate a San Paolo: le attuali San Paolo Maggiore e San Paolo in Monte e le scomparse San Paolo del Soccorso e San Paolo Converso.
Già nel 990 era segnalata l'esistenza di una piccola chiesa intitolata all’Apostolo delle genti San Paolo nei pressi del torrente Ravone, accanto alla sede di un gruppo di suore mendicanti.
La prima pietra dell'attuale chiesa fu posata il 4 novembre 1899, alla presenza del cardinale Domenico Svampa, su progetto dell'ingegner Ceri. La chiesa venne aperta al culto il 4 ottobre 1904.